# Escut de l'Iraq
L'escut de l'Iraq és l'escut de la República de l'Iraq i consisteix en l'Àguila de Saladí d'or aclarida de sable, símbol associat al panarabisme, que sosté sobre el pit un escut amb els colors de la bandera estatal (gules, argent i sable), col·locats en faixa i amb la inscripció àrab لله أكبر, Allāh akbar (‘Déu és gran’), coneguda com el takbir, a la faixa central, escrita en caràcters cúfics; aquest és el lema nacional iraquià. A la part inferior, les urpes de l'àguila sostenen una cinta de sinople on figura la denominació oficial de l'Estat també en àrab: جمهورية العراق, Jumhūriyya al-ʿIrāq (‘República de l'Iraq’).
El govern iraquià tenia previst adoptar un nou escut abans del 2009, juntament amb la nova bandera, amb la qual cosa aquesta versió hauria estat la de més curta durada de tots els emblemes estatals iraquians fins ara. De moment, però, encara no s'ha dut a terme el canvi.

## Història
El primer escut de l'Iraq després del període monàrquic (adoptat sota el règim d'Abd al-Karim Qassim) estava basat en l'antic símbol solar de Xamaix i no contenia elements panàrabs. El 1965 es va adoptar el primer emblema que incorporava l'Àguila de Saladí, basat en l'escut de la República Àrab Unida), amb l'escut central amb els colors de la bandera, amb les franges col·locades en posició vertical i tres estrelles de sinople a la part central. Aquesta versió fou usada fins a la seva substitució per una altra amb les franges horitzontals que incorporava el takbir en escriptura manuscrita intercalat entre les estrelles, arran del canvi de bandera que hi havia hagut. Segons una versió més llegendària que no oficial, el takbir imprès a la bandera i l'escut iraquians hauria estat escrit de pròpia mà per Saddam Hussein.
L'any 2004 hi va haver una nova modificació, també seguint el canvi de bandera, consistent en el pas de la cal·ligrafia manual a la cúfica, escriptura ornamental de trets rectilinis. Finalment, la versió del 2008 coincideix també amb un nou canvi de bandera en què es va prescindir de les tres estrelles verdes, símbol introduït pel partit Baas de Saddam Hussein, i es va conservar la inscripció en caràcters cúfics a la franja central. Quan hi hagi l'anunciada modificació de la bandera es tornarà a canviar l'escut.

Escut d'armes del Regne de l'Iraq (fins al 1959)
Escut amb el sol de Xamaix (1959-1965)
Escut amb l'àguila de Saladí i la bandera amb les franges verticals (1965-1991)
Escut amb l'àguila de Saladí i el takbir en escriptura manuscrita (1991-2004)
Escut amb l'àguila de Saladí i el takbir en escriptura cúfica (2004-2008)